# Anemone media
Anemone media là một loài thực vật có hoa trong họ Mao lương. Loài này được (Simonk.) Kárpáti mô tả khoa học đầu tiên năm 1940.